# Nandprayag
Nandprayag es un pueblo y nagar Panchayat situado en el distrito de Chamoli,  en el estado de Uttarakhand (India). Su población es de 1641 habitantes (2011). Se encuentra en la confluencia de los ríos Alaknanda y Nandakini.

## Demografía
Según el censo de 2011 la población de Nandprayag  era de 1641 habitantes, de los cuales 886 eran hombres y 755 eran mujeres. Nandprayag tiene una tasa media de alfabetización del 87,05%, superior a la media estatal del 78,82%: la alfabetización masculina es del 90,90%, y la alfabetización femenina del 82,45%.